# Makary (Muminow)
Makary, imię świeckie Władimir Nikołajewicz Muminow (ur. 23 grudnia 1970 r. w Stupinie) – rosyjski biskup prawosławny.

## Życiorys
Ochrzczony w dzieciństwie. Ukończył technikum transportu kolejowego, w latach 1992-1999 pracował jako technik systemów chłodniczych. W 1999 r. wstąpił do monasteru św. Michała Archanioła w Kozysze jako posłusznik. W tejże wspólnocie, 4 stycznia 2002 r., został postrzyżony na mnicha przez przełożonego ihumena Artemiusza. Przyjął imię zakonne Makary na cześć św. Makarego Wielkiego. W latach 2002-2007 kształcił się w seminarium duchownym w Tomsku.
W latach 2011-2020 służył w eparchii pietropawłowskiej, w okresie, gdy jej ordynariuszem był dotychczasowy przełożony monasteru w Kozysze, biskup Artemiusz. Żył w monasterze św. Pantelejmona w Pietropawłowsku Kamczackim i kierował budową nowego soboru na jego terytorium. 30 października 2011 r. w soborze Trójcy Świętej w Pietropawłowsku Kamczackim biskup pietropawłowski i kamczacki Artemiusz wyświęcił go na hierodiakona. Od 2020 r. został przeniesiony do eparchii chabarowskiej, równocześnie z Artemiuszem. 1 listopada 2020 r. w soborze Przemienienia Pańskiego w Chabarowsku metropolita chabarowski i nadamurski Artemiusz udzielił mu święceń kapłańskich.
Żył we wspólnocie mniszej św. Innocentego Irkuckiego w Chabarowsku. Pełnił funkcję asystenta ordynariusza eparchii ds. budownictwa, a następnie od 2022 r. kierownika eparchialnego oddziału ds. współpracy z formacjami kozackimi. Równocześnie był proboszczem parafii św. Dymitra Dońskiego w Korfowskim.
30 maja 2024 r. Święty Synod Rosyjskiego Kościoła Prawosławnego nominował go na biskupa nerczyńskiego i krasnokamieńskiego. W związku z tą decyzją 2 czerwca 2024 r. otrzymał godność archimandryty. Jego chirotonia biskupia odbyła się 12 lipca 2024 r. w soborze Świętych Piotra i Pawła na terenie Twierdzy Pietropawłowskiej, pod przewodnictwem patriarchy moskiewskiego i całej Rusi Cyryla.